# Ровењо
Ровењо (итал. Rovegno) је насеље у Италији у округу Ђенова, региону Лигурија.
Према процени из 2011. у насељу је живело 98 становника. Насеље се налази на надморској висини од 665 м.

## Становништво
Према резултатима пописа становништва 2011. у општини је живело 568 становника.
| 1931. | 1936. | 1951. | 1961. | 1971. | 1981. | 1991. | 2001. | 2011. |
| ----- | ----- | ----- | ----- | ----- | ----- | ----- | ----- | ----- |
| 1.675 | 1.590 | 1.347 | 1.166 | 1.030 | 838   | 654   | 558   | 568   |